# Deep Six (canción)
«Deep Six» es una canción del grupo Marilyn Manson del álbum The Pale Emperor, lanzada el 14 de diciembre de 2014 como publicidad al mismo material discográfico. La descarga de Deep Six por internet estuvo disponible a partir del 15 de diciembre. 
El 23 de diciembre, la canción fue incluida en el sencillo Third Day of a Seven Day Binge, únicamente en la versión estadounidense)

## Lanzamiento
- Third Day of a Seven Day Binge (sencillo)
- Deep Six (sencillo)
- The Pale Emperor